# 溪霞镇
溪霞镇，是中华人民共和国江西省南昌市新建区下辖的一个乡镇级行政单位。

## 行政区划
溪霞镇下辖以下地区：
新溪街社区、南坪村、乌石村、万福村、桥南村、店前村、仙里村、乔岭村、桃花村、甘舍村、胡赵村、石咀村、白果村、溪霞村、赤海村和申家村。